# Super Mario Advance
Super Mario Advance (Japans: スーパーマリオアドバンス) is een titel voor de Game Boy Advance die op 22 juni 2001 verscheen. De game is een remake van Super Mario Bros. 2 op de NES, maar werd in een nieuw jasje gestoken. In dit spel zijn Mario, Luigi, Toad en Princess Peach de hoofdrolspelers.

## Ontvangst
| Beoordeeld door        | Jaar | Platform         | Score |
| ---------------------- | ---- | ---------------- | ----- |
| Pixel-Heroes.de        | 2008 | Game Boy Advance | 100%  |
| Game Informer Magazine | 2001 | Game Boy Advance | 92%   |
| All Game Guide         | 2001 | Game Boy Advance | 90%   |
| Gamer's Pulse          | 2001 | Game Boy Advance | 88%   |
| Game Informer Magazine | 2001 | Game Boy Advance | 85%   |
| Gamezilla              | 2001 | Game Boy Advance | 82%   |
| Gamekult               | 2001 | Game Boy Advance | 80%   |
| Power Unlimited        | 2001 | Game Boy Advance | 79%   |
| Jeuxvideo.com          | 2001 | Game Boy Advance | 75%   |
| Eurogamer.net (UK)     | 2001 | Game Boy Advance | 70%   |